# José Lacret Morlot
José Lacret Morlot (Santiago de Cuba, 26 de octubre de 1850 - La Habana, 24 de diciembre de 1904), fue un patriota y militar cubano. General de División del Ejército Libertador de Cuba. Combatió en la Guerra de los Diez Años (1868-1878) y la Guerra Necesaria (1895-1898). Fue ayudante de campo del general Antonio Maceo. Participó junto a él en la Protesta de Baraguá.

## Orígenes
Descendiente de franceses, nació el 26 de octubre de 1850, en Santiago de Cuba, Oriente. Sin embargo, la mayoría de las fuentes señalan que nació en Hongolosongo, en la zona de El Cobre. Descendía de franceses.
Sus padres fueron Pedro Alejandro Lacret de León y Micaela Morlot Desdiene.

## Guerra de los Diez Años
Se alzó a comienzos de la guerra, subordinándose al mayor general Donato Mármol. Se destacó en el combate de El Cobre, el 23 de noviembre de 1868. En este combate una bala enemiga le hirió el tobillo derecho, dejándolo cojo por el resto de su vida. Fue hecho prisionero por los españoles. Posteriormente fue liberado. 
Marchó a Jamaica. Regresó a Cuba de forma clandestina. Nombrado prefecto de Guanimao, en la Sierra Maestra. Allí, en la finca San Lorenzo, conoció a Carlos Manuel de Céspedes, quien había sido destituido poco antes.
Como ayudante de Antonio Maceo, combatió en la Llanada de Juan Mulato, cerca de Palma Soriano, el 4 de febrero de 1878. Acompañó a Maceo en la Protesta de Baraguá y posteriormente, cuando embarcó hacia Jamaica, a buscar apoyo económico para continuar la guerra, el 9 de mayo de 1878. 
Una semana después, Lacret regresó a Cuba para entregarle un mensaje de Maceo al mayor general Manuel de Jesús Calvar, informándole de la difícil situación.

## Guerra Chiquita, prisión y exilio
Organizó la Guerra Chiquita en el sur de Oriente. No pudo participar en los combates, pues fue apresado por los españoles el 19 de octubre de 1879. 
Estuvo preso en Santiago de Cuba durante cuatro meses. Deportado a España, fue liberado el 9 de junio de 1880. En 1883, contrajo matrimonio en Estados Unidos con María Concepción Figueredo y Calas, prima de Perucho Figueredo. Tuvieron tres hijos: Carmen, Ana, y José Antonio. Posteriormente, contrajo segundas nupcias con Adelira Ramos y del Portal.

## Guerra Necesaria
Se alzó nuevamente el 15 de julio de 1895, en Sagua la Grande, Las Villas. Se subordinó al mayor general Manuel Suárez Delgado, jefe segundo de la división del cuarto cuerpo. Operó en la provincia de Matanzas, hasta que el 16 de diciembre de 1895 regresó a Las Villas para encontrarse con el Ejército Invasor, comandado por el mayor general Máximo Gómez y el Lugarteniente general Antonio Maceo.
El 10 de enero de 1896 combatió en Quita Pesares. Nombrado jefe de la primera división del quinto cuerpo de Matanzas, organizado por él mismo. Libró los combates de Hato de Jicarita, Quita Pesares, Lagunillas, Ingenio Saratoga, Ingenio Cantabria, La Josefa y Mendoza.
El mayor general Máximo Gómez lo destituyó de su cargo, el 1 de enero de 1897, por "debilidad de carácter para imponer la disciplina y organización en la provincia". 
Fue elegido delegado por el sexto cuerpo de Pinar del Río a la Asamblea Constituyente de La Yaya. Posteriormente fue elegido vicepresidente el 10 de octubre de 1897. Le tomó el juramento de gobierno al mayor general Bartolomé Masó.
Fue designado jefe interino de la Brigada de la Trocha el 30 de octubre de 1897 , renunciando el 28 de diciembre. En abril de 1897 presentó un plan para invadir Puerto Rico, con la intención de liberar esa isla del colonialismo español. Dicho plan fue aprobado por el gobierno. Se le encargó la misión de preparar la ejecución de dicho plan, el cual nunca se llevaría a cabo por la intervención estadounidense en la guerra.
El 23 de febrero de 1898 partió hacia Estados Unidos, vía Jamaica, con la misión de organizar una expedición que desembarcaría por el sur de la provincia de Matanzas para fortalecer la guerra en esas regiones. Zarpó junto a más de trescientos expedicionarios desde Tampa, Florida, el 17 de mayo de 1898. Desembarcó del Vapor Florida tres día después por Banes, Oriente, actual Provincia de Holguín.
Fue miembro del Partido Revolucionario Cubano fundado por José Martí.

## Tras la guerra
Fue uno de los nueve generales cubanos que asistieron al acto de cambio de poderes en Cuba, el 1 de enero de 1899, cuando Estados Unidos asumió el control y el gobierno de Cuba de manos de España, metrópoli colonial hasta esa fecha. Fue presidente de la Asamblea de Representantes cubanos desde el 4 de abril al 30 de junio de 1899, que debían decidir sobre el licenciamiento del ejército libertador cubano y otros asuntos relacionados con Cuba.
Fundó el periódico "La Marina Cubana". Fue elegido representante a la Asamblea Constituyente de 1901. Se opuso enérgicamente a la Enmienda Platt. Posteriormente, abandonó la política.

## Muerte y homenaje
Murió en la La Habana, Cuba, el 24 de diciembre de 1904.
En su honor, una de las calles habaneras, en el barrio de Santos Suárez, lleva como designación su primer apellido,
la calle General Lacret. En la localidad de Sagua la Grande también una calle lleva el nombre de Lacret en honor al general.

(frecuentemente abreviada como calle Lacret).